# Voie de signalisation TGF beta

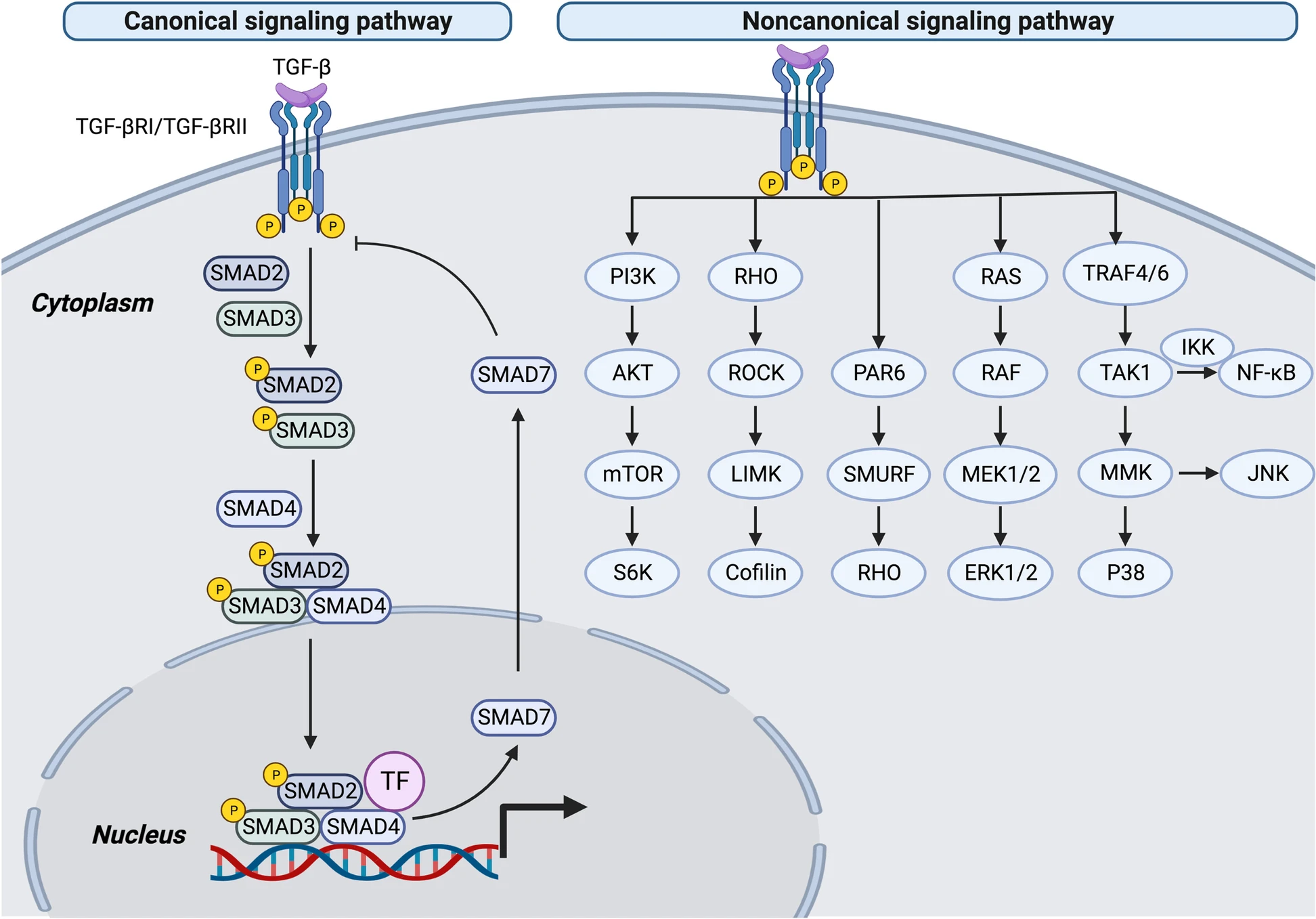
Voies de signalisation canoniques et non canoniques. Le TGF-β se présente à son récepteur et le phosphoryle activant soit la voie canonique le récepteur phosphoryle SMAD2/3 pour former le complexe SMAD2/3-SMAD4. Les complexes SMAD2/3, SMAD4 et des facteurs de transcription sont transférés vers le noyau cellulaire, modulant l'expression des gènes cibles. SMAD7, l'un des gènes cibles, régule la durée et l'intensité du TGF-β avec une boucle de rétroaction négative soit la voie non canonique, TGF-β peut activer la signalisation PI3K, RHO, PAR6, RAS, TRAF4/6, JNK, P38, NF-κB et ERK

La voie de signalisation du facteur de croissance transformant bêta (TGFβ) est impliquée dans de nombreux processus cellulaires à la fois dans l'organisme adulte et dans l'embryon en développement, notamment la croissance cellulaire, la différenciation cellulaire, la migration cellulaire, l'apoptose, l'homéostasie cellulaire et d'autres fonctions cellulaires. Les voies de signalisation TGFB sont conservées au cours de l'évolution. Malgré le large éventail de processus cellulaires régulés par la voie de signalisation du TGFβ, le processus est relativement simple. Les ligands de la superfamille TGFβ se lient à un récepteur de type II, qui recrute et phosphoryle un récepteur de type I. Le récepteur de type I phosphoryle ensuite les SMAD régulés par le récepteur (R-SMAD) qui peuvent désormais se lier au coSMAD SMAD4. Les complexes R-SMAD/coSMAD s'accumulent dans le noyau où ils agissent comme facteurs de transcription et participent à la régulation de l'expression des gènes cibles.

## Présentation des protéines de la famille Smad
Les protéines Smad sont apparentées et se divisent en trois catégories :
- les R-Smad : les récepteurs aux BMP vont transduire le signal par le biais de Smad 1, 5 ou 8 chez les mammifères et mad chez la drosophile ; les récepteurs aux TGFβ et aux activines Smad 2 et 3 et dSmad 2 pour la drosophile ;
- les Co-Smad (Smad 4 et 4b chez les mammifères et Medea pour la drosophile) ;
- les Anti-Smad (Smad 6 et 7 chez les mammifères et Dad pour la drosophile).

Ces protéines possèdent toutes deux domaines fortement conservés : MH1, qui porte le domaine de liaison à l’ADN et un signal de localisation nucléaire et MH2, qui sert à la translocation du Smad vers le noyau. Ces deux domaines sont séparés par un linker, dont la séquence est très variable. Les R-Smad possèdent en plus dans la région carboxy-terminale une séquence SSxS qui est phosphorylée par le récepteur.
Ce qui peut se résumer de la manière suivante :
| Type de Smad          | NH2 variable | MH1 | Linker | MH2 | SSxS C term |
| R-Smad (BMP)          | non          | oui | oui    | oui | oui         |
| R-Smad (TGF/activine) | non          | oui | oui    | oui | oui         |
| Co-Smad               | oui          | oui | oui    | oui | non         |
| Anti-Smad             | oui          | oui | oui    | oui | non         |

## Voie de signalisation canonique

### L’activation de la voie des Smad
Il y a à la surface des cellules des récepteurs de type I, de type II et de type III, ce dernier étant encore appelé β glycan. La spécificité ligand-récepteur n’est pas très forte du fait que les facteurs de croissance de la famille du TGFβ ont une action paracrine ou autocrine car l’action étant locale (exception faite pour les inhibines), les concentrations en substances sont faibles à l’échelle de l’organisme.
Le ligand de la famille du TGF se fixe sur les récepteurs de type II et III ensemble. Ce complexe peut alors s’associer au récepteur de type I et phosphoryle le récepteur de type I dans sa partie GS. Ce dernier devient alors actif et capable d’activer les R-Smad.
Le récepteur de type I activé peut alors phosphoryler le R-Smad correspondant dans sa partie SSxS (C-terminale). Cette phosphorylation empêche l’interaction entre les parties MH1 et MH2 du R-Smad qui normalement s’inhibent réciproquement. Le R-Smad activé va alors s'associer à un Co-Smad tel que Smad4 (molécule de la famille Smad mais dénuée du domaine SSxS) au niveau de leurs régions MH2. Ce complexe ainsi formé va pouvoir migrer vers le noyau, se liant à une importine (protéine d'import nucléaire).
Comme l’ensemble des Co-Smad peuvent s’associer avec l’ensemble des R-Smad, les possibilités de réponses sont importantes.

### La régulation de l’activation de la voie des Smad
Le processus d’activation de la voie de signalisation Smad est contrôlé à la fois positivement et négativement.
Le récepteur de type III (β glycan) a pour fonction d’accroître l’affinité entre le récepteur de type II et le ligand. De même R-Smad peut être associé à un facteur protéique appelé SARA qui augmente l’affinité de R-Smad pour le complexe ligand-récepteur en le rapprochant de la membrane, à laquelle SARA est lié.
A contrario l’inhibine, en masquant le site de fixation du ligand sur les récepteurs, les facteurs protéiques FKBP12 (masquant le domaine GS sur les récepteurs de type I) et BAMBI (formant des dimères inactifs avec le récepteur de type I) régulent négativement l’activation de la voie des Smad. De manière identique, Smad 6(un Anti-Smad) constitue un leurre pour Smad 4 ce qui diminue sa profusion dans le cytoplasme et Smad 7(un autre Anti-Smad) bloque les récepteurs de type I activés. ERK kinase (activée par ras) phosphoryle le linker des R-Smad ce qui empêche l’accumulation nucléaire des complexes R-Smad Co-Smad et enfin Smurf I (ubiquitine ligase), régule le niveau cytoplasmique de Smad 1. L’ubiquitination de Smad 2 est, quant à elle, réalisée au niveau du noyau.

### La spécificité de la réponse est déterminée lors de l’activation
Il y a deux types de récepteurs de type I qui reconnaissent deux types de R-Smad contrôlant des gènes différents permettant de produire des réponses cellulaires très différentes.
L’origine de cette différence se trouve au niveau des séquences d’acides aminés de la boucle L45 du récepteur de type I et de la boucle L3 du MH2 chez R-Smad.

### Les fonctions de la liaison à l’ADN des Smad
Une fois la liaison ADN-complexe Smad établie, la transcription du gène est activée, donc la liaison à l’ADN est une des étapes clé qui détermine quels gènes seront activés.
R-Smad et Co-Smad peuvent se lier de manière optimale à la séquence CAGAC, même si la séquence AGAC est suffisante. Ces séquences s’appellent « éléments de liaison des Smad » ou SBE pour Smad binding element. Néanmoins la présence de cet élément n’est pas indispensable à la fixation du complexe et la séquence elle-même peut être modifiée.
D’autre part le contact de toutes les sous-unités du complexe n’est pas indispensable à l’activation de la transcription, d’ailleurs certains isoformes de Smad2 ne possèdent pas de site de liaison à l’ADN.
Les SBE (éléments de liaison des Smad) sont des séquences courtes et donc peu spécifiques ; on en trouve une tous les 1024 paires de bases, si elles sont localisées au hasard sur l’ADN. On sait aussi que le complexe Smad est incapable d’activer la transcription par du SBE seul pour plusieurs raisons :
- la constante de dissociation entre la séquence et le complexe est trop élevée pour que ce dernier puisse se lier au SBE in vivo ;
- le SBE est valable pour Smad1, 3 et 4, il n’est donc pas assez spécifique pour expliquer la variété des réponses observées.

On en conclut qu’il y a probablement d’autres séquences d’ADN qui permettent une liaison de plus haute affinité et d’une plus grande spécificité.

### Le choix de partenaires de liaison détermine le choix des gènes activés
En s’associant avec des partenaires de liaison à l’ADN, les Smad forment des complexes spécifiques et peuvent ainsi s’engager dans des interactions spécifiques et sélectives et les domaines de liaison des Smad et de leurs partenaires peuvent agir en synergie, à condition que les séquences de liaison se trouvent à une distance adéquate du promoteur du gène activé.

#### Exemple des partenaires FAST dans la voie Nodal
FAST est un membre de la famille WH (winged-Helix) qui possède 3 hélices et deux boucles qui leur sont associées et qui par ce biais est capables de se fixer à l’ADN. Chez les mammifères FAST1 et 2 participent à l’activation du gène homéotique goosecoid. Ce gène est activé par Nodal et Lefty2 (deux membres de la famille du TGFβ).
FAST interagit avec les complexes Smad2-Smad4 ou Smad3-Smad4. Cette spécificité d’interaction est due à un certain nombre de résidus de la partie MH2 de Smad2 et Smad3 dans le complexe. La présence de FAST est nécessaire pour que le complexe Smad se lie efficacement à l’enhancer de protéine goosecoid.
De même le complexe Smad2 ou Smad3 avec Smad4 est nécessaire pour que la transctivation du gène à partir de l’élément de réponse à l’activine soit efficace.